# Arioald
Arioald (? – 636) af slægten Coupas, var langobardisk konge af Italien der regerede fra 626 til 636. Han var hertug af Turin da han giftede sig med prinsesse Gundiberga, datter af kong Agilulf og dronning Theodelinda. I modsætning til hans forgænger og svigerfar var han kristen arianer og accepterede ikke katolicismem.
Agilulfs søn Adaloald var konge af langobarderne indtil 626 hvor han blev skør og afsat af Arioald der fik opbakning til dette af den langobardiske adel. Efter at han var blevet kongekronet beskyldte han hans kone for hor og for at lægge planer mod ham med Tasso af Friuli, hvorefter han fik hende spærret inde på et kloster i tre år. Han genindførte også arianisme i langobardernes kongerige. Hans eneste dokumenteret krige var mod avarerne, som han med held fik smidt tilbage efter et forsøg på at invadere det nordøstlige Italien.